# San Marino op het Eurovisiesongfestival
San Marino neemt sinds 2008 deel aan het Eurovisiesongfestival.

## Geschiedenis

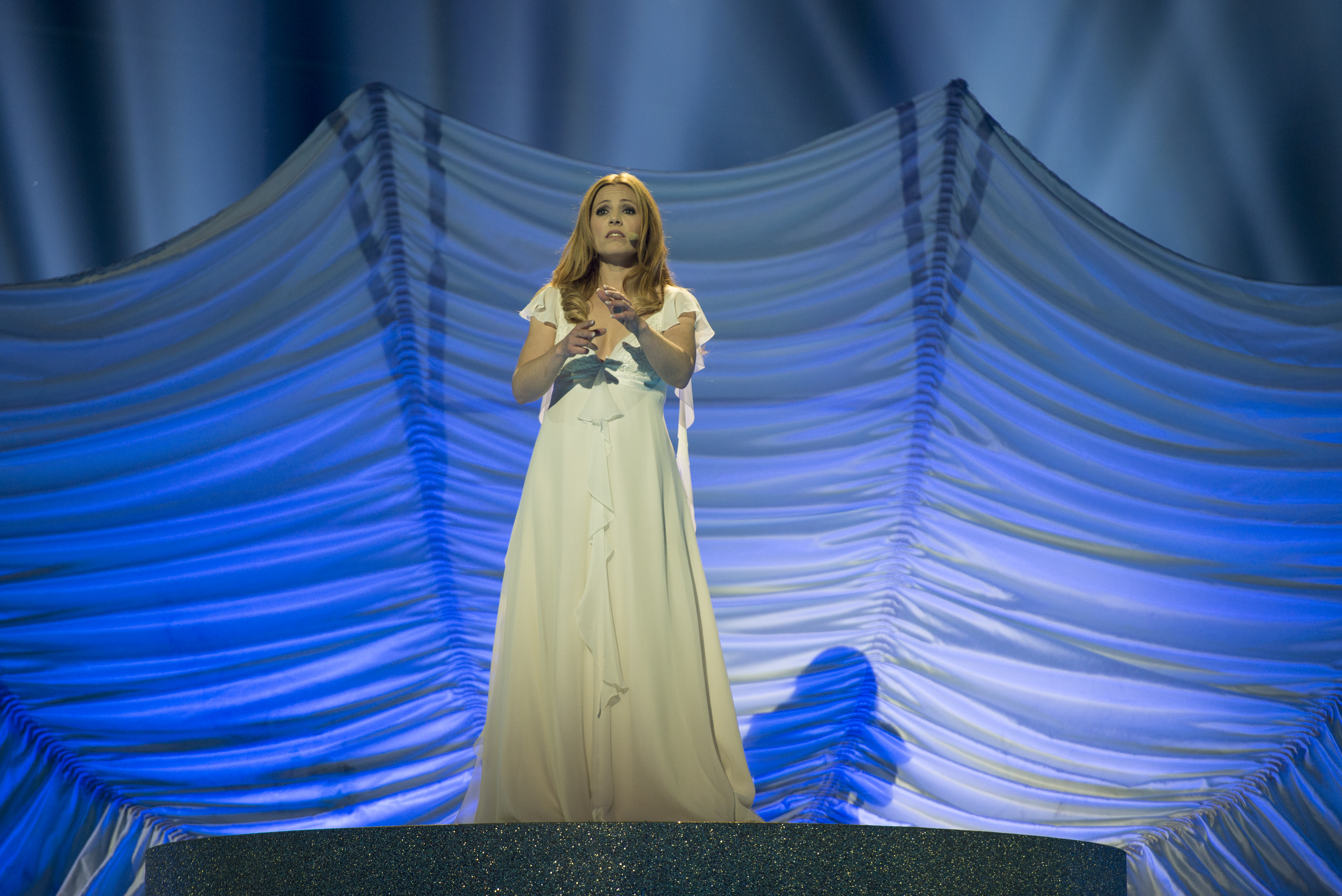
Valentina Monetta in Kopenhagen (2014)

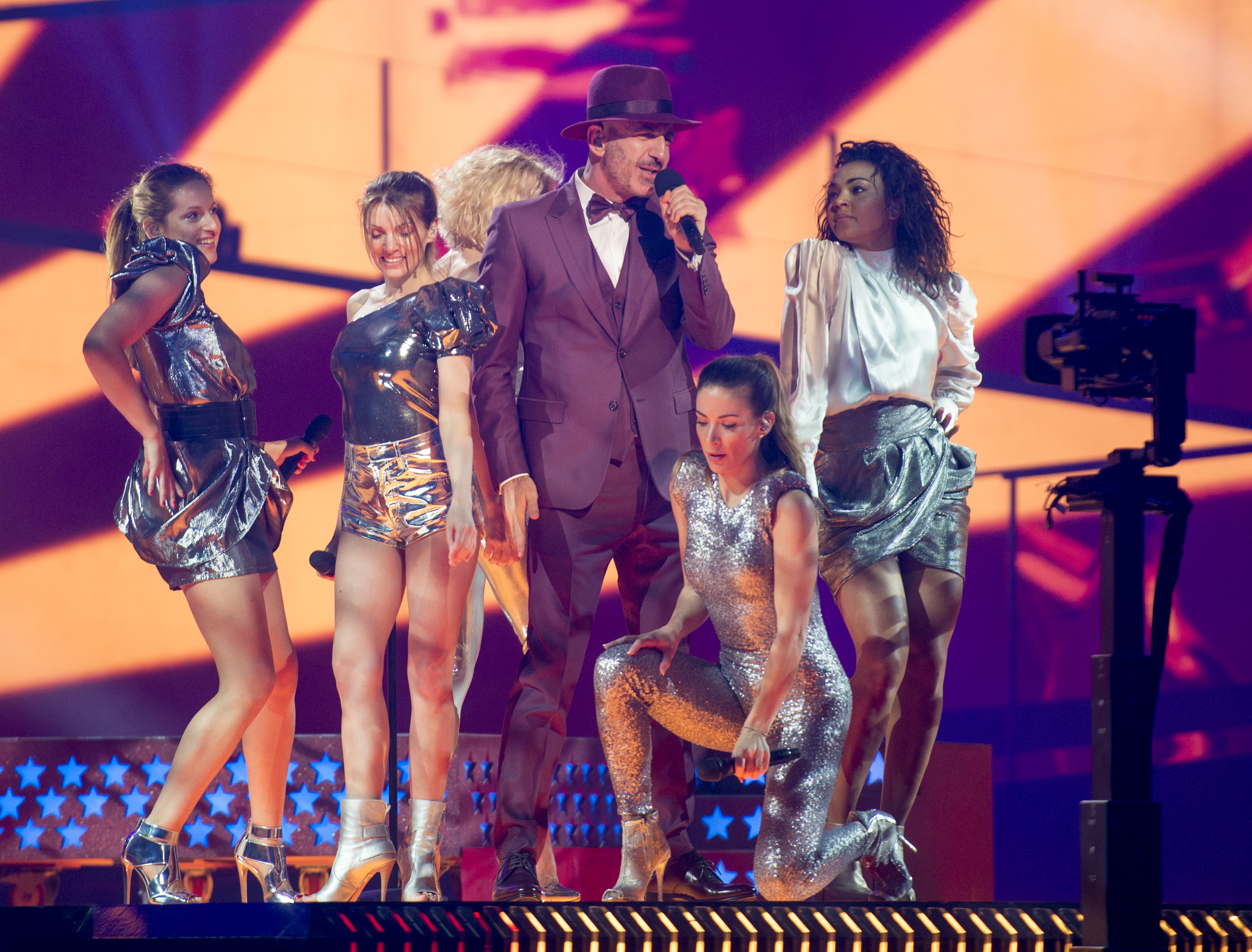
Serhat in Stockholm (2016)

In het begin van de 21ste eeuw toonde San Marino steeds meer interesse voor het songfestival. In 2007 overwoog de San Marinese omroep SMRTV voor het eerst om deel te nemen, maar dit plan ging van tafel toen de directie van het tv-station hiervoor geen toestemming kreeg van haar aandeelhouders. 50% van de aandelen in de omroep is in handen van de Italiaanse omroep RAI, de omroep die ook verantwoordelijk was voor de vroegere deelnames van Italië aan het Eurovisiesongfestival en voor het in Italië immens populaire Festival van San Remo. De RAI nam zelf niet deel namens Italië en zag een deelname van San Marino niet zitten. Het zou nog tot 2011 duren eer Italië terug van de partij zou zijn op het Eurovisiesongfestival.

### Debuut
In 2008 kreeg de omroep echter wel toestemming van de aandeelhouders. De groep Miodio, bestaande uit Italianen en een San Marinees, zorgde voor de eerste bijdrage ooit van San Marino op het Eurovisiesongfestival. De band werd echter laatste in zijn halve finale. De omroep had oorspronkelijk aangekondigd ook in 2009 te willen deelnemen. Toch trok het land zich terug voor het festival in Moskou. De reden bleek niet het tegenvallende resultaat in Belgrado te zijn, maar de financiële moeilijkheden van de omroep. Het zag ernaar uit dat San Marino niet snel zou terugkeren op het festival. 
Toch kondigde de San Marinese nationale omroep in 2010 aan dat ze zou deelnemen aan het Eurovisiesongfestival 2011. Aanvankelijk had het land ook voor deze editie gepast, maar toen begin december bleek dat Italië zou terugkeren, werd een extra inspanning gedaan om toch te kunnen deelnemen in Düsseldorf. Na een afwezigheid van drie jaar keerde San Marino dus terug op het Eurovisiesongfestival. Het werd opnieuw geen succes; zangeres Senit bleef steken in de eerste halve finale met haar lied Stand by.

### Valentina Monetta
In 2012 probeerde San Marino het niet met Italiaanse muziekstijl, maar met The social network song (oh oh - uh - oh oh) van Valentina Monetta. Ook zij kwam echter niet verder dan de halve finale. Ze strandde er op de 14de plaats met 31 punten. In 2013 probeerde Monetta het opnieuw met het liedje Crisalide. Deze keer werd Monetta serieuzer genomen dan het voorgaande jaar en men dacht dat ze zeker de finale zou halen; in veel peilingen stond ze bij de beste vijf van de negenendertig landen. Toch strandde San Marino wederom in de halve finale; ze werd elfde, waar de beste tien landen doorgaan naar de grote finale. 
In 2014 nam Valentina Monetta opnieuw deel, voor de derde keer op rij. Het lied Maybe werd net als de vorige inzendingen geschreven door Ralph Siegel. In tegenstelling tot 2013 werden de kansen van het land nu laag ingeschat en werd het lied als oubollig beschreven, echter deze keer wist Monetta wel door te stoten tot de finale, waarin ze 24e werd (in de halve finale behaalde ze de 10e plaats).

### 2015 en verder
San Marino nam ook in 2015 deel, ditmaal met twee ex-Junior Eurovisiesongfestival-deelnemers: Michele Perniola (die San Marino vertegenwoordigde op het Junior Eurovisiesongfestival 2013) en Anita Simoncini (die als lid van de groep the Peppermints San Marino vertegenwoordigde in 2014). Met het lied Chain of lights slaagden zij er niet in de finale te halen. Ook in 2016 bleef San Marino steken in de halve finale, ditmaal met de Turkse zanger Serhat. In 2017 waagde Valentina Monetta opnieuw haar kans, deze keer samen met Jimmie Wilson, maar ze haalde de finale niet: met één punt werden ze laatste in hun halve finale. Na het Eurovisiesongfestival van 2017 vroeg dr. Carlo Romeo (directeur binnen San Marino's RTV) zich af of het land eigenlijk wel moet blijven participeren aan het festival: "There is no place for micro-states in the Eurovision Song Contest". In 2018 waren ze echter wel weer van de partij, maar ook zonder succes: Jessika Muscat en Jenifer Brening werden voorlaatste.

### Eerste kwalificatie
In 2019 nam San Marino voor een tweede keer deel met Serhat. In tegenstelling tot 2016 slaagde hij er nu wel om uitschakeling te voorkomen en bemachtigde San Marino voor de tweede keer een finaleplaats. Serhat belandde in de finale op de 19e plek, het beste resultaat voor San Marino tot nu toe. 

### Na 2019
In 2020 zou San Marino wederom worden vertegenwoordigd door Senit, die sedert 2015 onder haar voornaam Senhit optreedt. Door de coronapandemie ging het festival niet door, maar Senhit werd opnieuw intern geselecteerd voor 2021, samen met de Amerikaanse rapper Flo Rida. Daar bereikten ze de finale, de eerste keer voor San Marino dat dit twee keer na elkaar gebeurde. Er werd verwacht dat ze de beste score ooit gingen halen, maar door het zeer lage aantal publiekstemmen kwam het op een teleurstellende 22ste plaats te staan.
De jaren na de kwalificatie van Senhit lukte het de dwergstaat niet meer om zich te plaatsen voor de grote finale. In 2023 behaalde het opnieuw een laatste plaats, wat het totaal aantal laatste plaatsen op 3 bracht.
In 2025 werd het land vertegenwoordigd door dj Gabry Ponte, een voormalig lid van Eiffel 65. Hij zorgde voor zowel de vierde finaleplaats als de vierde rode lantaarn uit de San Marinese geschiedenis.

## San Marinese deelnames
| Jaar | Artiest                            | Titel                   | Fin. | Ptn. | Semi | Ptn. | Taal                |
| ---- | ---------------------------------- | ----------------------- | ---- | ---- | ---- | ---- | ------------------- |
| 2008 | Miodio                             | Complice                | X    | X    | 19   | 5    | Italiaans           |
| 2011 | Senit                              | Stand by                | X    | X    | 16   | 34   | Engels              |
| 2012 | Valentina Monetta                  | The social network song | X    | X    | 14   | 31   | Engels              |
| 2013 | Valentina Monetta                  | Crisalide               | X    | X    | 11   | 47   | Italiaans           |
| 2014 | Valentina Monetta                  | Maybe                   | 24   | 14   | 10   | 40   | Engels              |
| 2015 | Michele Perniola & Anita Simoncini | Chain of lights         | X    | X    | 16   | 11   | Engels              |
| 2016 | Serhat                             | I didn't know           | X    | X    | 12   | 68   | Engels              |
| 2017 | Valentina Monetta & Jimmie Wilson  | Spirit of the night     | X    | X    | 18   | 1    | Engels              |
| 2018 | Jessika feat. Jenifer Brening      | Who we are              | X    | X    | 17   | 28   | Engels              |
| 2019 | Serhat                             | Say na na na            | 19   | 77   | 8    | 150  | Engels              |
| 2021 | Senhit feat. Flo Rida              | Adrenalina              | 22   | 50   | 9    | 118  | Engels              |
| 2022 | Achille Lauro                      | Stripper                | X    | X    | 14   | 50   | Italiaans en Engels |
| 2023 | Piqued Jacks                       | Like an animal          | X    | X    | 16   | 0    | Engels              |
| 2024 | Megara                             | 11:11                   | X    | X    | 14   | 16   | Spaans en Italiaans |
| 2025 | Gabry Ponte                        | Tutta l'Italia          | 26   | 27   | 10   | 46   | Italiaans           |

## Punten
Periode 2008-2025. Punten uit halve finales zijn in deze tabellen niet meegerekend.
| Plaats | Land        | Punten |
| ------ | ----------- | ------ |
| 1      | Italië      | 165    |
| 2      | Griekenland | 101    |
| 3      | Oekraïne    | 72     |
| 4      | Israël      | 69     |
| 5      | Zweden      | 63     |

| Plaats | Land         | Punten |
| ------ | ------------ | ------ |
| 1      | Albanië      | 23     |
| 2      | Italië       | 21     |
| 3      | Georgië      | 17     |
| 4      | Azerbeidzjan | 16     |
| 5      | Griekenland  | 13     |

### Twaalf punten gegeven aan San Marino
| Aantal | Land   | Wanneer  |
| ------ | ------ | -------- |
| 1      | Italië | 2025 (t) |
| 1      | Polen  | 2021 (j) |

(j) = vakjury; (t) = televoting

### Twaalf punten gegeven door San Marino
(Vetgedrukte landen waren ook de winnaar van dat jaar.)
| Jaar | Land                       | Jaar | Land                       |
| ---- | -------------------------- | ---- | -------------------------- |
| 2008 | Armenië                    | 2018 | Israël (j+t)               |
| 2011 | Italië                     | 2019 | Italië (j) Rusland (t)     |
| 2012 | Albanië                    | 2021 | Frankrijk (j) Italië (t)   |
| 2013 | Griekenland                | 2022 | Spanje (j) Oekraïne (t)    |
| 2014 | Azerbeidzjan               | 2023 | Italië (j) Finland (t)     |
| 2015 | Letland                    | 2024 | Zwitserland (j) Israël (t) |
| 2016 | Oekraïne (j+t)             | 2025 | Italië (j) Griekenland (t) |
| 2017 | Portugal (j) Bulgarije (t) |      |                            |

(j) = vakjury; (t) = televoting
2008 · 2009-2010 · 2011 · 2012 · 2013 · 2014 · 2015 · 2016 · 2017 · 2018 · 2019 · 2020 · 2021 · 2022 · 2023 · 2024 · 2025